# 夜霧の恋人たち
『夜霧の恋人たち』（よぎりのこいびとたち、フランス語: Baisers volés）は、フランソワ・トリュフォーの監督による、1968年のフランスの長編映画である。「アントワーヌ・ドワネルの冒険」3作目。前2作に比べ、自伝的要素は薄く、ドイツの教養小説にならって「アントワーヌ・ドワネルの修行時代」として位置づけられている。前前作『大人は判ってくれない』と違って軽快なコメディとなっている。アカデミー外国語映画賞ノミネート。

## ストーリー
アントワーヌ・ドワネルは失恋のショックから志願して陸軍に入ったものの、素行不良から兵役不適格者として除隊になる。昔のガールフレンドのクリスティーヌを訪ねたが、彼女はスキーに行っていて会えない。彼女の父親の紹介でホテルの夜間フロントになるが、私立探偵のアンリにだまされて、その依頼人を浮気中の妻の部屋に通したためにクビになる。アンリの紹介で探偵事務所で働くことになるが、うまくいかない。自分が他人に嫌われているという妄想に悩まされた靴店の主人タバール氏の依頼で、店員に化けて従業員を調査することになるが、依頼人の妻タバール夫人と恋に落ちてしまう。アントワーヌは店を去り、夫人に別れの手紙を書くと、翌朝夫人が訪ねてきて最後の抱擁を交わす。数日後、アンリが心臓マヒで急逝し、アントワーヌは私立探偵を辞める。次にアントワーヌは修理人になる。クリスティーヌはわざとテレビを壊し、彼を家に招く。

## キャスト
- アントワーヌ・ドワネル：ジャン＝ピエール・レオ
- クリスチーヌ・ダルボン：クロード・ジャド
- ダルボン夫人：クレール・デュアメル
- ダルボン氏：ダニエル・セカルディ
- ファビエンヌ・タバール：デルフィーヌ・セイリグ
- タバール氏：ミシェル・ロンスダール
- ブラディ探偵社社長：アンドレ・ファルコン
- アンリ氏：アリ・マックス

## 解説
- アントワーヌが獄中で読んでいる本は、トリュフォーの敬愛する小説家バルザックの『谷間の百合』。
- 失恋のショックで志願して兵役につくところはトリュフォーの体験に基づいているが、除隊までの経緯は実話とは異なる。トリュフォーは第一次インドシナ戦争に行くのがいやで脱走し、投獄される。彼を救ったのはアンドレ・バザンで、極度の情緒不安定として精神病院に入院させるという方法をとった。
- アントワーヌがタバール夫人に「はい、マダム」と返事するところを「はい、ムッシュー」と言い間違えてしまうシーンもトリュフォーの体験に基づいているが、作家のアナトール・フランスの書簡集にも同じ体験が語られている。
- アントワーヌが大女とデートするところは、ヒッチコックの『汚名』のイングリッド・バーグマンとクロード・レインズのパロディー。
- アントワーヌがホテルの夜番をしながら読んでいる本はウィリアム・アイリッシュの『暗闇へのワルツ』。次回作『暗くなるまでこの恋を』の原作である。また、ホテルの名前「リュテシア」は『柔らかい肌』で撮影に使ったホテルの名前。
- 映画の原題である“Baisers volés”は、劇中最後に挿入されるシャルル・トレネの”Que Reste-T-Il-De Nos Amours?"（残されし恋には）の一節が使われている。邦訳は「飛び去った接吻」「盗まれた唇」。